# ヴェネツィア領モレア
ヴェネツィア領モレアでは、1688年から1715年にかけてヴェネツィア共和国が領有していたペロポネソス半島の植民地について述べる。公式名称はモレア王国 (イタリア語: Regno di Morea) 。ヴェネツィアは1684年から1699年まで続いたモレア戦争によって、オスマン帝国からペロポネソス半島（19世紀まではモレアという呼称が一般的だった）を獲得した。ヴェネツィアはここの人口を回復させ、農業と経済を復興させて利益を得ようとしたが、大部分の住民の忠誠を得られず、軍事的にモレアを守ることもできなかった。そして1714年に始まったオスマン・ヴェネツィア戦争において、モレアは1715年6月から9月にかけオスマン帝国に再征服された。

## 背景
ヴェネツィアとペロポネソス半島の関係は13世紀初頭の第4回十字軍までさかのぼる。この時ヴェネツィアは、ペロポネソス半島沿岸のモドン、コロン、ナフプリオ、アルゴスを獲得した。1460年にオスマン帝国がペロポネソス半島の大部分を征服した際にもヴェネツィア植民地は持ちこたえたが、第一次、第二次、第三次オスマン・ヴェネツィア戦争を経て順次奪われていった。またオスマン帝国は、キプロスやクレタなど他のヴェネツィア海外植民地も次々と奪取していった。
しかし1684年にオスマン帝国が第二次ウィーン包囲に失敗したことで風向きが変わった。ヴェネツィアは神聖同盟に加盟し、オスマン帝国に宣戦布告した（モレア戦争）。フランチェスコ・モロシーニの指揮のもとでヴェネツィアは優位に立ち、オスマン帝国の弱体化に付け込んで1684年のうちにレフカダ島を奪取した。翌年、モロシーニはペロポネソス半島に上陸し、2年のうちにギリシア人住民の支援を取り付け、半島とその中の要塞を制圧した。さらにヴェネツィア軍はギリシア中部に侵攻しアテネを制圧したが、ハルキス（ネグロポンテ）の城壁に阻まれた（ネグロポンテ包囲戦）。これ以降戦況は膠着状態に陥り、両陣営が互いの支配地を散発的に攻撃しあうにとどまった。1699年に神聖同盟とオスマン帝国の間でカルロヴィッツ条約が結ばれ、ペロポネソス半島（モレア）、レフカダ島、アイギナ島が正式にヴェネツィアのものとなった。

## 植民地

### 行政

「モレア王国」の行政区分

1688年の時点でモレアは完全にヴェネツィアの支配下に収まっていた。ヴェネツィア政府はジャコモ・コルネルをモレア総督として、獲得地の統治を命じた。彼が直面した問題は深刻なものだった。長引いた戦争のために多くの住民が流出しており、2115の村のうち656が廃村となっていた。特にムスリム住民はヴェネツィアが半島を制圧する以前にほとんど半島を離れていた。パトラでは戦前2万5000人の人口があったが、戦後はわずか1615人しか残っていなかった。コリンティアとマニ半島を除くモレア全土において、戦前の人口は20万人と推定されているが、1688年にヴェネツィアが行った調査では8万6468人に減っていた。一方で1671年から1679年にギリシアに住んでいたイギリス人バーナード・ランドルフによれば、彼のいたころのモレアの人口は12万人ほどで、その四分の一がムスリム、残りがキリスト教徒だった。これはクレタ戦争などにより17世紀を通じてオスマン帝国がモレアの人的資源を削り続けた事実と合致している。
コルネルの監督のもと、ヴェネツィア本国の元老院からジェロニモ・レニエール、ドメニコ・グリッティ、マリオ・ミケルという3人の元老院議員がやってきて、行政や地方政府の再建、地籍の作成、土地紛争の解決などに着手した。その結果、モレアは以下の4州に分割された。
- ロマニア: 北東部、州都ナフプリオ（ナポリ・ディ・ロマニア）。構成する地方はアルゴス、コリントス、トリポリ、ツァコニアのハギオス・パトロス。
- ラコニア: 南東部、州都モネンバシア（マルヴァシア）。構成する地方はミストラス、ヴォルドニア、ケレファ、パッサヴァス、ザルナタ。
- メッセニア: 南西部、州都ピュロス（ナヴァリノ）。構成する地方はモドン、コロン、アンドルサ、カラマタ、レオンタリ、カリタイナ、ファナリ、キパリシア、ナヴァリノ。
- アカイア: 北西部、州都パトラス。構成する地方はヴォスティツァ、カラヴリタ、ガストゥニ、パトラス。

各州・地方は監督官（provveditore）が置かれ、彼らが民事と軍事の両方を握っていた。また修道院長 (rettore)が司法を、財務官(camerlingo)が財政を担当した。また「モレア王国」の行政には、1204年以降一貫して植民地であったキティラ島やアンティキティラ島も組み込まれた。

#### モレア総督の一覧
ヴェネツィアのモレア総督の正式な称号はProvveditore generale delle Armiであり、ナフプリオに駐在した。初期には2人のprovveditori が臨時の補佐役としてついていた。総督は任期の間、自分たちの施政についてヴェネツィア本国に報告書を送り続けた。歴代の総督は以下のとおりである。
1. ジャコモ・コルネル (1688年–1690年)
2. タデオ・グラデニゴ (臨時総督、1690年–1692年)
3. アントニオ・モリン (臨時総督、1692年–1693年)
4. マリン・ミケル (1694年–1695年)
5. アゴスティーノ・サグレド (1695年–1697年)
6. パオロ・ナニ (1697年)
7. フランチェスコ・グリマーニ (1698年–1701年)
8. ジャコモ・ダ・モスト (1701年–1703年)
9. アントニオ・ナニ (1703年–1705年)
10. アンジェロ・エモ (1705年–1708年)
11. マルコ・ロレダン (1708年–1711年)
12. アントニオ・ロレダン (1711年–1714年)
13. アレッサンドロ・ボン (1714年–1715年)

### 経済と社会

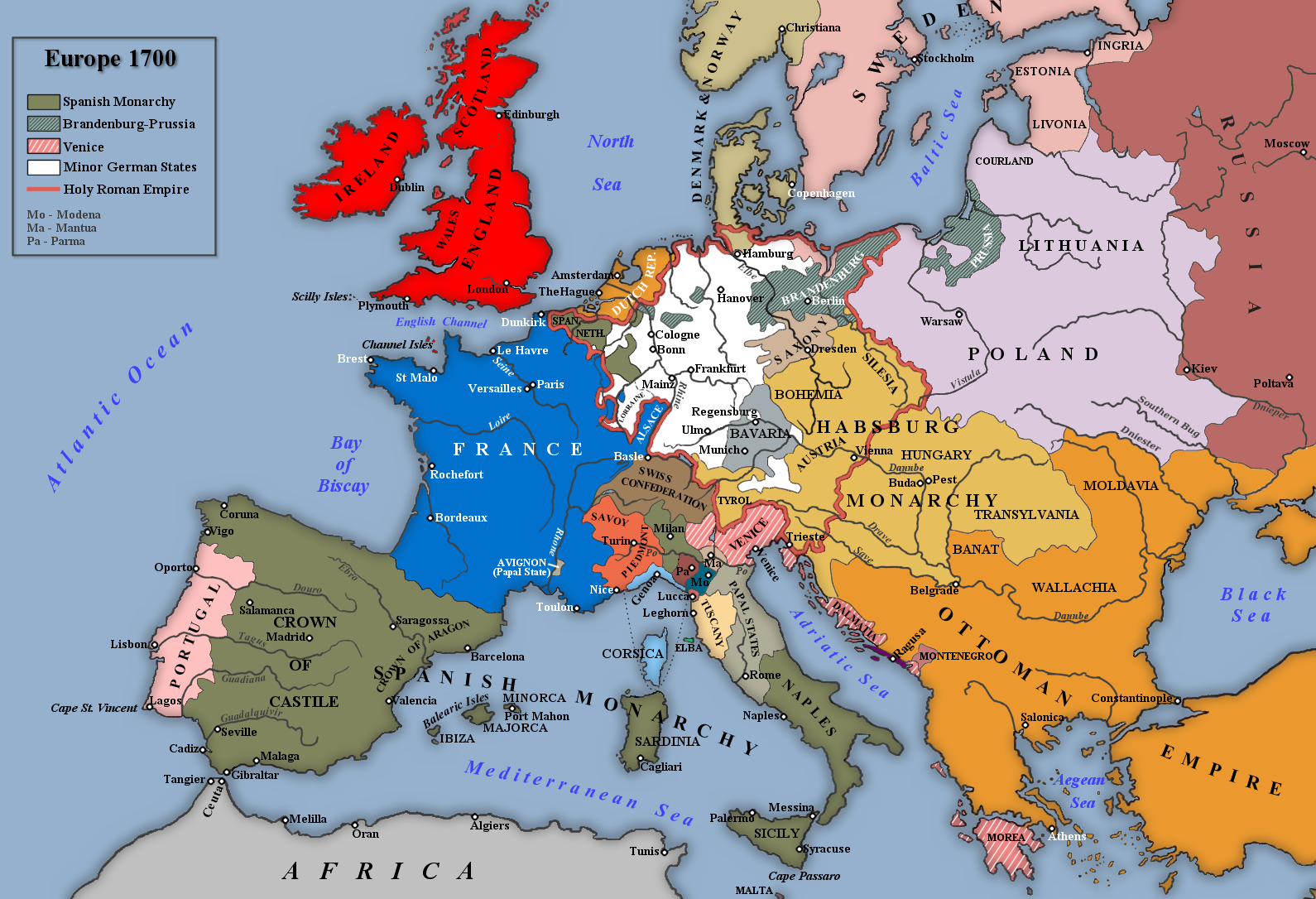
1700年のヨーロッパ

モレア復興のため、他のギリシア各地から土地を与える約束で移民を集めた。これに応じた移民の多くはアッティカから来たが、この地域を含むギリシア中部もモレアと同様に戦争で著しく荒廃していた。他にも、2000人のクレタ人や、カトリック教徒のキオス島民、ヴェネツィア領イオニア諸島の住民や、中にはブルガリアからやってきた移民もいた。またモレアに残った1317人のムスリムがキリスト教に改宗し、土地や商業特権を与えられた。この政策のおかげで、モレアの人口は急速に回復した。マニ半島を除く全土の人口は、1691年の時点で97,118人だったのが翌年には116,000人となり、1700年までに176,844人にまで増加した。また商業特権を与えられた都市が栄えたため、農村から都市への人口流入も発生した。
ヴェネツィア当局は、農業と商業を復活させるために寛大な統治方針を取った。入植した一家族には60ストレンマの農地が与えられ、地域の長老には100ストレンマが配分された。またフランスやイタリアからブドウ産業がもたらされ、外国からのワインには関税がかけられた。これはギリシアのブドウ栽培を復活させ西ヨーロッパにレーズンを輸出するためだった。また林業やモレアの伝統的な絹産業も奨励された。ギリシアの中でオスマン帝国の支配下にとどまった地域や、北アフリカとの交易ルートも整備され、レーズンや穀物、綿花、オリーブ油、革、絹、蝋といった物産が輸出された。こうして経済も大きく発展し、税収も急速に増加した。1684/5年の税収は61,681レアルだったのが、1691年には274,207レアル、1710年には500,501レアルにまで増えた。そのうち5分の3は、モレアのために用いられた。なお、モレア戦争以前のオスマン帝国支配下での総税収は1,699,000レアルと推定されている。
ヴェネツィア支配下のモレアは多数の移民が流入したため、非常に社会的流動性が高かった。元からの住民と移民は、形の上ではそれぞれがそれまで属していた社会階級にとどまっていたのだが、ヴェネツィア当局は体制支持者に頻繁にコンテアス(conteas、「伯領」)と呼ばれる世襲封土を与えた。この政策は経済的な好況をもたらした。1570年代にペロポネソスのキリスト教徒スィパーヒーが解散させられて以降初めて、裕福な商人や領主の階層が形成された。その多くは、アテネやキオス島、イオニア諸島出身の人々だった。ギリシアの歴史家アポストロス・ヴァカロポウロスによると、この階層が、後に18世紀後半からギリシャ独立戦争までオスマン帝国支配下でペロポネソス半島の自治権を独占し寡頭制を敷いたコジャバシスあるいはプロクリトイと呼ばれた階層の起源となった。その一方で、先住者か移民かにかかわらず、大部分の農民の置かれる状況は、借金や賦役、土地の欠乏などにより日増しに悪化していった。こうした窮乏した農民たち、特に中央ギリシアに住み着いた移民の多くは、コリンティアコス湾を渡ってオスマン領に逃れることを選んだ。オスマン当局がこれを歓迎した一方、ヴェネツィア当局は住民流出を防ぐため警備隊を増設せざるを得なかった。この状況は、モレア人社会の心理をよく象徴するものだった。後の1715年にオスマン帝国がペロポネソス半島を再征服したとき、大部分の住民はこれをそのまま受け入れた。ヴェネツィアを支援した住民はコンテアスなどごく一部で、彼らはヴェネツィアの敗北に伴い半島における資産を放棄してイタリアへ亡命していった。
モレア戦争中の略奪と混乱のために、ヴェネツィア領モレアでは全土で盗賊が横行していた。これに対抗するため、ヴェネツィア当局はメイダーニ(meidani)と称する武装警官隊を組織し、またオスマン帝国のアマルトイ制度にならって、各村を武装させ自衛させた。これらは一定の成果を上げたが、盗賊を完全に一掃することはできなかった。マニ半島民などは到達困難な山地に城塞を築き、ヴェネツィアの支配を拒み続けた。

### 教会政策
ヴェネツィアは住民との衝突を避けるため、現地のギリシャ正教会をほぼそのまま残した。しかしギリシャ正教の長であるコンスタンディヌーポリ総主教はオスマン帝国のスルターンの庇護下にあるため、ヴェネツィアはギリシャ正教会への不信を捨てられず、総主教への収入を制限したり、モレアの聖職者を総主教ではなく現地の教区で選出させるよう要求したりして総主教の影響力を弱めようとした。しかし、このモレア住民とコンスタンディヌーポリ総主教の関係を弱めようとする取り組みはうまくいかなかった。
一方でヴェネツィア当局は、カトリック教会の普及にも力を注いだ。領内のモスクを改修したり新築したりして教会を増やし、モレア内の様々な教派から修道僧を集めるなどした。1708年にはモドンにアルメニア・カトリック教会メヒタリスト派の教会が設立された。これはオスマン帝国による再征服後の1715年にヴェネツィア本国のサン・ラッザロ・デッリ・アルメニに移転した。モレアのカトリック教会は、コリントス大司教の管轄下におかれた。

### 防衛

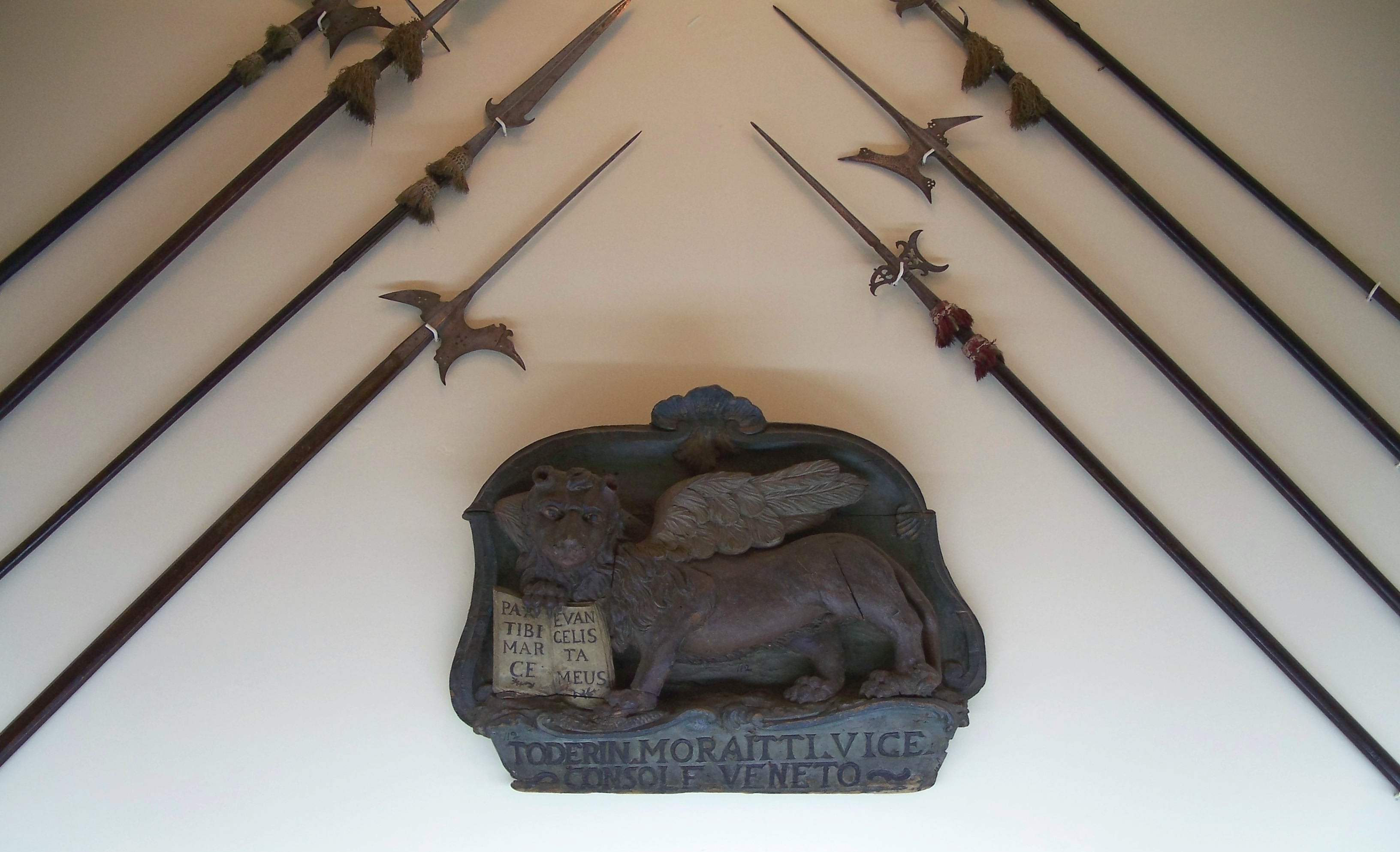
「モレア王国」時代の聖マルコのライオンとハルバード。アテネ国立歴史博物館蔵

カルロヴィッツ条約で手放したとはいえ、オスマン帝国はモレア奪回を諦めていなかった。1702年には早くも、オスマン帝国がモレアに隣接する地域に物資を運びこんで戦争を始めようとしている、といううわさが流れた。ヴェネツィアはこれに対抗すべく、モレア統治開始当初から各地に要塞を築いて対抗しようとした。しかしヴェネツィア軍は物資や士気、そして何より人員の絶望的な欠乏に悩まされていた。モレア戦争中の1690年でさえ、南ギリシアのヴェネツィア軍はわずか4683人で、しかもそれは西ヨーロッパから来た傭兵か、現地でチェルニダ部隊をまねて集められたギリシア人で構成されていた。1702年の時点でも、オスマン帝国の主侵攻路と目されるコリントス地峡ですらその防衛隊は歩兵2045人と騎兵千騎程度だった。1698年の調査では、モレア中の要塞における深刻な物資欠乏が報告されていたが、何ら改善策は打たれなかったようである。ただ一つヴェネツィアがモレア統治中に行った大規模な防衛策と言えば、ナプフリオに市街を見下ろせる城塞パラミディを建設したことくらいである。この要塞はモレア戦争中にモロシーニの監督下で建設がはじめられたものであるが、1715年のオスマン帝国侵攻の際には数日しかもたなかった。

## オスマン帝国による再征服
1711年にプルート川の戦いでロシア帝国に勝利を収めたオスマン帝国は、ヴェネツィアの度重なる違法行為を理由として1714年12月9日にヴェネツィアに宣戦布告した。大宰相シラーダーリ・ダマト・アリ・パシャ率いる7万人の大軍がイスタンブールを出発し、翌年6月下旬にモレアに侵攻した。モレア総督アレッサンドロ・ボンと軍司令官ジェロニモ・デルフィーノが動かせた軍勢はわずか5000人で、しかもヴェネツィア軍は各地の要塞に散らばっており、オスマン軍の侵攻を止めることが出来なかった。ペロポネソス半島防衛の要であったアクロコリントス砦も激しい砲撃を受けてわずか5日で降伏し、次いでアイギナやアルゴスも占領された。7月20日にパラミディ要塞が陥落し、首都ナフプリオも制圧された。もはや大勢は決し、マニ半島民をはじめとしてモレアの住民は次々にオスマン帝国側に鞍替えした。ヴェネツィアはナヴァリノとコロンを放棄する代わりにモドンを死守しようとしたが、ギリシャ人住民や傭兵が反乱を起こして要塞の戸をオスマン軍のために開いた。8月16日にモレア城が制圧され、9月7日にモネンバシアとキティラ島が降伏、「モレア王国」の全土がオスマン帝国に再征服された。
1718年のパッサロヴィッツ条約でキティラ島だけはヴェネツィアに返還されたが、モレアの大部分は1821年のギリシャ独立戦争までオスマン帝国の支配下にとどまることになった。